# Humber—Port au Port—St. Barbe
Pour les articles homonymes, voir Humber (homonymie) et Sainte-Barbe.
Humber—Port au Port—Sainte-Barbe (initialement connue sous le nom de Humber—Sainte-Barbe) fut une circonscription électorale fédérale de Terre-Neuve, représentée de 1979 à 1988.
La circonscription d'Humber—Sainte-Barbe a été créée en 1976 d'une partie d'Humber—Saint-Georges—Sainte-Barbe. Renommée Humber—Port au Port—Sainte-Barbe en 1978, elle fut abolie en 1987 et redistribuée parmi Burin—St. George's et Humber—St. Barbe—Baie Verte.

## Députés
1. 1979-1980 — Fonse Faour, NPD
2. 1980-1988 — Brian Tobin, PLC

- NPD = Nouveau Parti démocratique
- PLC = Parti libéral du Canada